# ボンバーマンランド2 ゲーム史上最大のテーマパーク
『ボンバーマンランド2 ゲーム史上最大のテーマパーク』（ぼんばーまんらんど2げーむしじょうさいだいのてーまぱーく）は、ハドソンより発売されたゲーム。対応機種が2種類あり、2003年（平成15年）7月17日にPlayStation 2 版が、同年7月31日にニンテンドー ゲームキューブ版が発売された。
音楽は前作『ボンバーマンランド』やゲームボーイアドバンス用ソフト『伝説のスタフィー』を手掛けた岩本守弘、『ボンバーマンカート』を手掛けた笠井勲（カートBGMのみ）が担当している。

## 概要
『ボンバーマンランド』シリーズ第2作目。前作と同様に巨大テーマパーク「ボンバーマンランド」を巡り、アトラクションと呼ばれる多くのミニゲームを遊ぶ事ができるメインモード「ボンバーマンランド」の他、2種のアクションアドベンチャー「ランドアドベンチャー」「サバイバルボンバーマン」、レースゲーム「ボンバーマンカート」、シリーズお馴染みの対戦モード「ボンバーマンバトル」など多種多様なゲームモードが収録されている。

## 主なキャラクター
- ボンバーマン（しろボン）
  - 勇気と優しさを持った元気いっぱいの主人公。好奇心旺盛。ゲーム中では一言も喋らない。
- くろボン
  - ボンバーマンの幼馴染みで、クールな性格。英語が得意で、言葉の節々に英語を混ぜて喋る。
- プリティボンバー
  - みんなの憧れの女性。とても我儘だが、根はとても優しい。
- あかボン
  - 人懐っこい赤ちゃん。
- ゴールドボンバー
  - ゴールド軍団のリーダー。威張りんぼで怒りっぽいが友人思い。親が大金持ち。
- あおボン
  - ゴールド軍団のメンバー。楽しい事が好きで、難しい事は嫌い。体を動かすことが好きでスポーツが得意。ただ、頭はあまりよくない。
- みどりボン
  - ゴールド軍団のメンバー。礼儀正しく、天然な性格。アオボンとは逆に運動は苦手。
- レーサーボンバー
  - レーサーを夢見る爽やかな青年。レース場でアルバイトをしている。本編では影が薄いがランドアドベンチャーでは主要キャラの一人になる。
- ポミュ
  - ボンバーマン達と一緒にランドにやってきた不思議な生物。宇宙言葉が喋れる。
- ルーイ
  - ボンバーマン達と一緒にランドにやってきた不思議な生物。前作とは違い、「~ルー」という口癖がついている。
- エンチョウさん
  - 「~ねん」という喋り方をするボンバーマンランドの園長。ブラックジャックのルールを知らないなど、若干抜けているところがある。
- むさボン
  - 前作に引き続き登場の、漫画家のむさしのあつしをモデルにした人物。ランドアドベンチャーでは重要な情報を教えてくれる。
- チャーリー
  - モノクルを付けているプリティボンバーの執事。プリティボンバーを連れ戻すためにやってきた。何とかして彼女を屋敷に連れ戻そうと奮闘する。
- ゴールドボンバーの父
  - 「ゴールド食品会社」の社長。一代で会社を築き上げたやり手。
- Dr.ボンバー
  - レッドゾーンの救護センターにいる医者。ある程度ゲームを進めると登場し、健康に関するクイズに挑戦できる。ランドアドベンチャーではそれぞれのエリアのインフォメーションにおり、体力の回復をしてくれる。
- ハット
  - ブルーゾーンにいる女の子。名前通り、帽子がトレードマーク。ランドを訪れたポミュと仲良くなる。スタッフなのか客なのかは不明。
- シーちゃん&マイちゃん
  - ランドに遊びに来た姉妹。姉のシーちゃんはおっとりした性格で「~ですぅ」と喋る。妹のマイちゃんは男らしい性格で口が荒い。
- バクくん&ダンくん
  - ブルーゾーンのかくれんぼ大会での相手。前作にも登場している。
- 郵便ボンバー
  - イエローゾーンでキャンペーンを行っている郵便屋。ランドアドベンチャーでは全てのエリアにおり、セーブを行ったりヒントを与えてくれる。
- 怪盗ボンバー
  - 変装が得意な怪盗。盗みの腕はかなりのものだがなぜか盗んだ金は使わない。ボンバーマンの金を騙し取ってイルカ島に逃亡する。ランドアドベンチャーでは閉ざされたキャッスルへの侵入経路を用意してくれる。
- コロンボン
  - 怪盗ボンバーを追う探偵。毎回怪盗ボンバーに遊ばれている。
- ボンバイエ
  - グリーンゾーンにいる謎の人物。テンションが妙に高い。トーイゾーンでも登場する。
- ポンタン&2ごう
  - ホワイトゾーンで登場する漫才コンビ。ポンタンがボケ、2ごうがツッコミ。ちなみに二人ともランドのスタッフ。
- 旗揚げ船長
  - レッドゾーンにいる船長。旗揚げ勝負を挑み、優秀な成績を出すとピースをくれる。
- 海賊船の船長
  - グリーンゾーンにある海賊船の船長。ネズミが苦手なのは相変わらず。

## ボンバーマンランド
前作よりも大きくなっているが、基本的なゲームの進め方は前作と同一。ランド内で入手できる「ピース」を集めて行動範囲を広げ、125個のピースをすべて集めるのが目的のモード。

### プロローグ
物語は前作から2年後のある日、ボンバーマンランドのエンチョウさんから手紙が届いた。そこには新しいボンバーマンランドがオープンされるという告知とランドへの招待状が入っていた。早速ボンバーマンランドへやってきたボンバーマンたちは開園セレモニーに出席する。エンチョウさんによると1番に125個のピースを集めた人に「ピースキング」あるいは「ピースクイーン」の称号を与えるという。果たしてボンバーマンは1番に全てのピースを集め、ピースキングの称号を手にすることができるだろうか。

### 施設
- インフォメーション

ゾーンの特徴、イベントの参加、ゾーンのマップをもらうことができる施設。全てのエリアに用意されている。
- ゲート

様々な場所に設置されており、規定のピースがなければ通れない。場所によって必要なピースは異なる。
- ショップ

店によって扱っている商品が異なる。凡がなければ商品は買えない。
- ドルフィンアイランド

別名：イルカ島。レッドゾーンで一定のピースを集めると行ける。カジノやホテルが存在する。
- その他の建物

アトラクションをすることや、情報を聞き出せることができる。

### ゾーン
- レッドゾーン

ランドで最初に到着するところ。花畑や子供向けのエリアがある。イルカ島への船が停泊している。
- ブルーゾーン

水に囲まれたゾーン。ランドの中央に位置し、ここから4つのエリアに行ける。
- イエローゾーン

乗り物が多いゾーン。和風のエリアやグリーンゾーン行きのモノレールがある。
- グリーンゾーン

木に囲まれたゾーン。ゾーン北部にはウエスタンエリアがある。
- ホワイトゾーン

8階建てのボンバータワーが存在するゾーン。
- トーイゾーン

ランドアドベンチャーをクリアすると行ける隠しゾーン。人々に捨てられたおもちゃ達のために造られた。

## アトラクション
レッドゾーン
赤だるま落とし
キャノンボール
パズル
爆弾工場
ボンガン
えらんでドカン
あっちこっちピエロ
山からボン
たすけて!
ひよこでジャンプ
ブルーゾーン
サブマリン
さんすう教室
あけしめ迷路
アーチェリー
ボンバーフライト
パニック列車
スカイウォーク
カメラマン
ボンバー行進曲
ファイアーボンバーマン
イエローゾーン
どきどきハイウェイ
ボンバータンク
銀河鉄道
NINJA
ボンバーサムライ
トロッコ列車
月面救助
メテオストーム
ボンバーソルジャー
玉乗り
グリーンゾーン
MARUTA
ボンバーアクション
クレー射撃
ひつじや～い
パームツリー
ボンバーマンのふくわらい
ボンと豆の木
たいほうでボン
ピエロ
狙ってボン
ホワイトゾーン
どけどけハイウェイ
いろいろドカン！
サンダーボンバーマン
ミラー
ボンバーバンド
てくてく
神経衰弱
UFOでボン
にげろ！
ひつじや～いB
黄だるま落とし
トーイゾーン（ランドアドベンチャーを全てクリアしないと遊べない）
銀河鉄道B
月面救助B
サブマリンB
さんすう教室B
シューティングボール
スカイウォークB
たいほうでボンB
玉乗りB
てくてくB
トロッコ列車B
NINJA(B)
パームツリーB
爆弾工場B
パズルB
パニック列車B
ひよこでジャンプB
ボンと豆の木B
ボンバーアクションB
ボンバーサムライB
ボンバータンクB
ボンバーバンドB
ボンバーフライトＢ
MARUTA(B)
ミラーB
名カメラマン
メテオストームB
ルーイのふくわらい
メモリー

## ランドアドベンチャー
誘拐されたプリティボンバーを救出し、ランドに平和を取り戻すためにランド中を冒険するモード。アトラクションはなく、全編が戦闘で構成されている。
基本的な流れとしては、エリア内にいる敵を全て倒し、特定の人物に話しかけてフラグを立て、イベントを進める…というものである。
敵との戦闘はサバイバルボンバーマンと同様だが、このモードではレベルアップの概念がない。そのため、敵との戦闘は少しきつめになっている。
また、ランドアドベンチャー中のBOMPADのセーブ機能が使えないため、セーブはインフォメーションにいる郵便ボンバーに話し掛けることで行う。また、HPの回復は同じくインフォメーションにいるDRボンバーに話しかけることで行える。
進むエリアの順番はホワイト→イエロー→レッド→ブルー→グリーン→イルカ島（一度エリアを進むと後戻りできなくなる）。それぞれのエリアは最初からダーク音楽（グリーンのみ例外）が流れており、外にいる客やスタッフは一部イベントのキャラを除き全員洗脳されている。それぞれのエリアのボスを倒すことで蓄音機が出現し（ホワイトのみ例外だが、イルカ島ではラスボスを倒すと蓄音機は出現せずに平和な世界に戻る）、それを止めることでエリアを元の世界に戻す事が出来る。ホワイトゾーンではボスを倒した後、自動的に元の世界に戻る。また、グリーンゾーンで最初のうちは元の世界だが、途中の辺りからダーク音楽が流れて闇の世界になるシーンも見られる。全てのエリアをクリアするとトーイゾーンに行けるようになるが、前述の通り、トーイゾーンのアトラクションは全てのエリアをクリアしないと遊べなくなる。

## サバイバルボンバーマン
爆弾、ブーメラン、ハンマーの三種類の武器を使い、占領されたコロニーにいるミニボンを救出するゲーム。
コロニーは7つあり、入るためには対応した「宝石」が必要になる。

### ストーリー
ある日何者かによって、宇宙にある小さな惑星どこか星の「ミニボン・キングダム」が占拠されてしまった。小さなボンバーマン達「ミニボン」を救うためにボンバーマンが立ち上がった。

## 上記二つの登場人物
- ダークボンバー
  - 悪のボンバーマン。前作でボンバーマンランドを占拠しようとして失敗したが、あきらめきれずに再度占拠。プリティボンバーを誘拐し、結婚しようとしていたが、乗り込んできたしろボンにボコボコにされ、『ゆるす』のコマンドを選ぶと「おぼえてろよっ!」と叫んで退散した。その後は責任を取らされる形でランドでバイトさせられる。
  - サバイバルではコロニーを占拠し、王様になっていたが、しろボンによって倒された。
- ダークローズ
  - グリーンゾーン、ホワイトコロニーのボス。体が植物になっている。わかりやすい女王様な性格。
- ダークドール
  - ブルーゾーン、グリーンコロニーのボス。ピエロのような外見をしている。爆弾を使って攻撃してくる。
- ダークウィッチ
  - レッドゾーン、イエローコロニーのボス。水晶に乗っている高飛車な性格の魔女。バリアを張っており、弾を打ち返して破る必要がある。
- ダークピース
  - イエローゾーン、ブルーコロニーのボス。カボチャの頭をつけている。タックル攻撃が得意。
- チャチャ
  - ホワイトゾーンのボス、イルカ島の中ボスで、パープルコロニーのボス。捨てられたオモチャの人形。野球ボールやラグビーボール型の爆弾で攻撃してくる。
- 兵隊
  - ホワイトゾーンとグリーンゾーンの中ボスで、レッドコロニーのボス。おもちゃの兵隊。8人で隊列を組んで襲ってくる。
- 戦闘員
  - ランド内にいる戦闘員。それぞれのエリアで登場し、捕まえたり倒したりすると爆弾をくれる。

## 上記二つの雑魚敵
- バロム
  - 風船の姿の敵。最弱。移動スピードも遅く、耐久力も攻撃力も低い。もとは大人しい性格。
- オニール
  - タマネギのような姿をした敵。遠距離攻撃をしてくる。それ以外はバロムとほぼ同じ。タマネギが入った甘いカレーが好き。
- コンドリア
  - 水色のスライムのような敵。バロムの強化型。女性らしい。
- ダル
  - サンドバッグのような姿の敵。攻撃力、耐久力が高いが、移動スピードが遅い。ダイエットに励んでいる。
- オパピー
  - タコのような姿の敵。オニールと違いこちらを狙った遠距離攻撃をしてくる。こう見えて実はお化け。
- ポンタン
  - 円盤のような敵。移動スピードが非常に早く、体当たり攻撃が得意。
- パース
  - 獣のような姿の敵。噛み付き攻撃を行う。
- ミンボー
  - ボールのような姿の敵。全ての能力が高め。サングラスをかけている。
- 戦闘員2号
  - ヒゲヒゲ戦闘員。爆弾を投げて攻撃してくる。元は爆弾工場の働き手。
- ヒゲヒゲ砲台
  - 戦闘員が乗った小型の砲台。キャノン砲で攻撃してくる。決まった射角にしか打てないため、死角がある。
- ヒゲヒゲカプセル
  - トゲが付いた飛行物体。戦闘員が乗っている。上下左右に入るとタックルしてくる。カプセルを閉じている間はダメージを与えられない。

## カジノアドベンチャー
カジノが舞台のアドベンチャー。元手である500凡を100000凡にすることが目的で、優勝者にはカジノキングまたはカジノクイーンの称号が授与される。

## お楽しみ
- ボンバーマンカート
- さめがめ
- ぱにっくボンバー

## 用語
- 凡（ぼん） - ボンバーマンランドの通貨。アイテムを購入するのに必要となる。
- ピース - 1～25の数字が刻まれている不思議な物体。赤、青、黄、緑、白の5種類が存在する。手に入れたピースの組み合わせでランド内のゲートを通過できるようになる。全部で125個。
- BOMPAD（ボムパッド） - セーブ、ピースとアイテムやマップの確認、オプションなどの機能を持つ端末。
  - ボンバーネット
    - メール - ランド内にいる特定のキャラクターから情報を受け取ることができる。
    - サービス - ピースの情報（入手場所、イベント名）を確認できる。

  - ピース - 所持しているピースを確認できる。
  - アイテム
    - もちもの - ランド内で入手したアイテムを確認できる。
    - 4コマまんが - 入手した4コマまんがを読める。
    - CD - 入手したCDの音楽を聴くことができる。

  - マップ - 各ゾーンのマップと現在位地を確認できる。
  - オプション
    - 名前 - プレイヤーネームを変更できる。最大6文字。デフォルトは「ボンバーマン」。
    - せりふ - メッセージ速度を「はやい/ふつう」から選択できる。

  - セーブ/おわる
    - セーブ - データを保存することができる。
    - おわる - ゲームを終了し、タイトル画面に戻る。

※ランドアドベンチャーでは序盤からエンディングまでBOMPADによるセーブはできないが、ゲームある程度進めると可能になる。

## PS2版とGC版の違い
- PS2版とGC版ではBGMのメロディ自体は同一のものとなっているが、使用されている音源が異なる。
- GC版のみゲームボーイアドバンスにミニゲームを転送できる「とくべつふろく」モードが収録されている。

### とくべつふろく
GC版のみに収録されているモード「とくべつふろく」を起動しゲームキューブ本体とゲームボーイアドバンスをGBAケーブルでつなぐ事で10種類のゲームがGBAに転送可能。GBAで遊ぶことができ、他のGBAにゲームデータをコピーすることも可能。GBAの電源を切るとゲームデータは消えてしまう。
- キャノンボール
- だまるおとし
- 爆弾工場
- MARUTA
- ボンバーサムライ
- 15パズル
- ボンバーフライト
- パズルDEボン!
- カードゲーム
- カラーボール

## 関連書籍
- ボンバーマンランド2 ～究極の遊び爆盛り攻略本～
  - 2003年、デジキューブ、ISBN 4-88787-132-5
  - PlayStation 2版とゲームキューブ版の両方に対応している。